# 军人身份确认牌

在哈爾科夫的萬人坑中挖掘出卡廷大屠殺中被蘇聯殺害的波蘭軍官的 “狗牌”

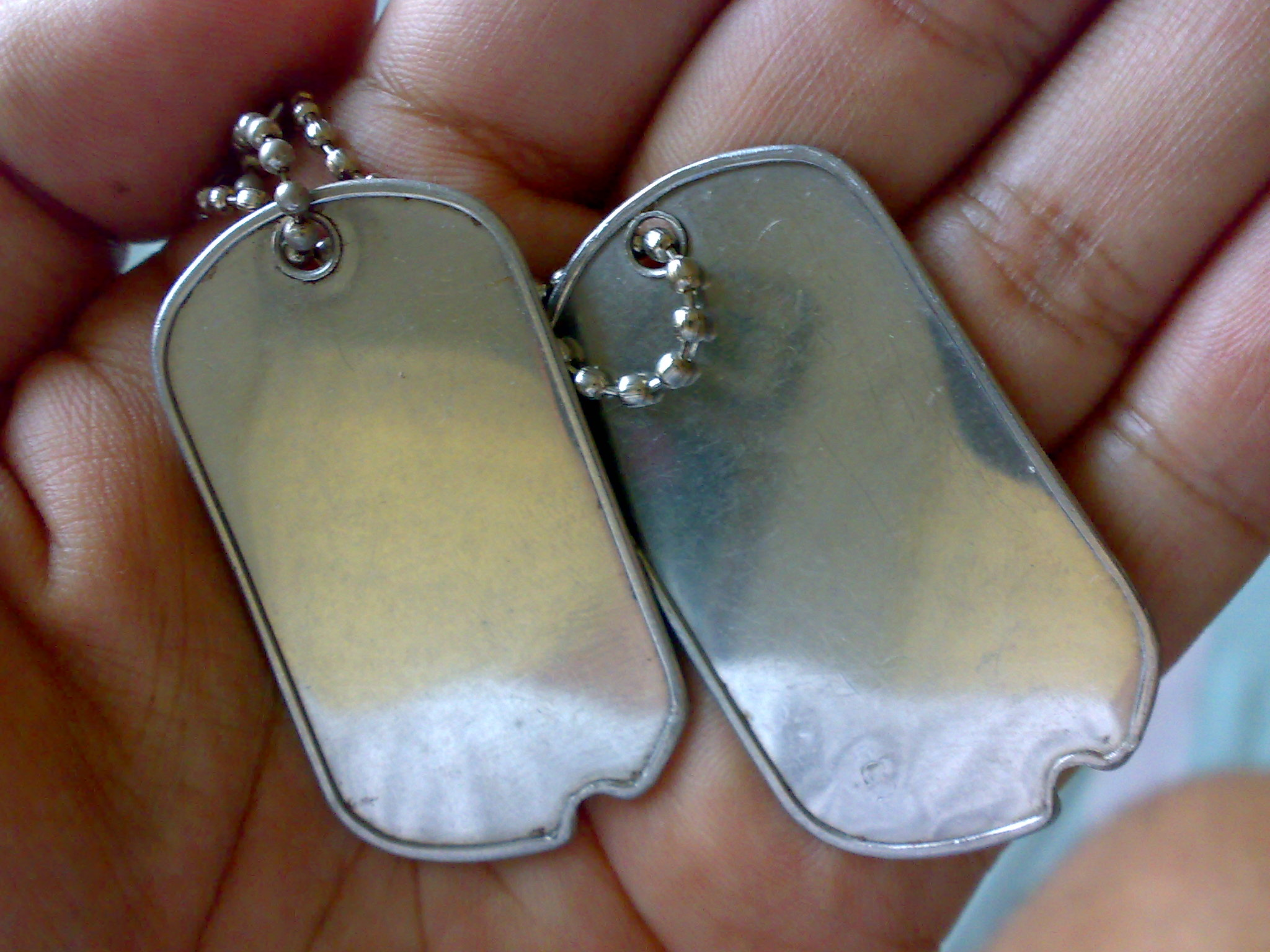
悬挂于球链的一对空白“狗牌”

军人身份确认牌（亦稱兵籍牌、軍籍牌、兵籍名牌、金屬身份識別證），最广泛的俗称是“狗牌”（Dog tag），是始於美國南北戰爭時期，为了便于对战场上的伤亡士兵进行身份鉴别，以及了解诸如血型、预防接种史及宗教信仰等必需的医疗相关基本訊息而备的小牌子。现代的身份确认牌通常由不易磨损和腐蚀的金属制成。由于战场条件可能不允许尸体被迅速掩埋，因此身份确认牌一般分成两份，上面各有相同的一份訊息；或者直接使用两块身份确认牌。

## 历史
历史上，最早的给士兵颁发“身份确认牌”的记录来自于波利艾努斯的记载（Stratagems 1.17）：斯巴达人会把自己的名字写在绑在左手腕上的棍子上。罗马军团的军人在参军时也会被发放狗牌（Signaculum）：在军队四个月的试用期（称为“probatio”）开始时，军队会给新兵发放一种带皮绳的铅盘，用来戴在脖子上，上面有新兵的名字和新兵所属的军团的标志。新兵只有在试用期结束时宣誓效忠（“Sacramentum”）后才能获得军人身份，从法律角度来看，这种狗牌的发放对象是“非平民，但也尚未完全加入军队”的人。

### 美国南北战争
在1861至1865年美国内战期间，一些士兵会将写有他们姓名和家庭住址的纸条钉在他们的大衣后面。其他常见的做法是在背包上印上身份证明，或在服役的军队的皮带扣的软铅衬里刻上身份证明。
当时，生产铭牌的工厂发现了这种用于确认身份的牌子拥有潜在的市场价值，于是开始做广告。当时的牌子拥有各种形状，用来表示不同的军事部门，并刻有士兵的名字和单位。同时期也存在一些用黄铜或铅制成的，机器冲压出的牌子，上面会打一个孔，通常（在某一面）刻有老鹰或盾牌的图案，以及“为联邦而战 ”（“War for the Union”）或“自由、联合和平等”（“Liberty, Union, and Equality”）等短语。